# Сор (солончак)
Сор или шор (каз. сор; туркм. шор) — разновидность солончака; мелководный бессточный солончак (в замкнутых впадинах) с ясновыраженной береговой линией характерный для пустынь Центральной Азии, в частности Казахстана.

## Описание
Характеризуется наличием корки соли или толстого слоя солевой пыли и запаха сероводорода, а также частично превращающиеся в солончаки. Поверхность лишена растительности.  Единственным видом флоры, способным произрастать в условиях соровых солончаков, является сарсазан шишковатый, он не имеет альтернативы в природе и при уничтожении или деградации сарсазанников на сорах соры остаются лишёнными растительности. При толщине корки более 10 см такие солончаки относят к непочвенным образованиям. Образуется в результате высыхания или понижения уровня вод солёных озёр или заливов на дне котловин равнин, а также близкого расположения сильно минерализированных грунтовых вод в глинистой почве. 
Поверхность сора проходима в сухое время года (с июня по октябрь) для пешеходов. Движение автотранспорта по поверхности сора Мёртвый Култук вне дорог невозможно. В это время года грязь сверху высыхает, образуя относительно твердую корку с белыми выцветами соли. Однако корка, покрывающая солончак, при ходьбе местами проваливается на глубину до 10 см в лежащий под ней слой незасохшей солончаковой грязи. 
Весной талые воды заполняют бассейн озера, но, ввиду континентальности климата, резких перепадов температуры, влажности и норм выпадения осадков, вся вода с поверхности испаряется, оставляя на поверхности соляные отложения. Как правило, сор образуется, если глубина водоёма не превышает полутора метров. Поверхность сора или любого другого солончака, невзирая на характер поверхности, растрескивается, образуя рисунок. Такую поверхность именуют такыром.
Примеры: Донизтау, Кайдак, Мёртвый Култук, Оликолтык, расположенные на территории Мангистауской и Актюбинской областей (Казахстан); Мочан — Новосибирской области (Россия).